# زور-بولیاک
زور-بولیاک (انگلیسی: Zur-Bulyak) یک شهرک در شهرستان بلاگووارسکی باشقیرستان کشور روسیه است.